# Martin-Jean de Bast
Pour les articles homonymes, voir Bast.
Martin-Jean de Bast, né le 26 octobre 1753 et mort le 11 avril 1825, est un prêtre, historien, philologue, numismate et antiquaire flamand.

## Biographie
Curé de l'Église Saint-Nicolas de Gand et chanoine de Saint-Bavon de Gand, il est l'auteur d'études sur l'histoire de Gand et de la Flandre médiévale. Sa collection de pièces et de médailles fut achetée en 1825 par Guillaume Ier, qui en fit don à l'université de Gand.
Avec Charles-Joseph de Graeve et Jan Jozef Raepsaet il était coauteur du Manifeste de la Flandre (Manifest van Vlaenderen), la déclaration d'indépendance du comté de Flandere fin 1789. 

## Ouvrages
- Entretien de la créature avec son Créateur sur l'état actuel des affaires du tems (1793)
- Recueil d'antiquités romaines et gauloises, trouvées dans la Flandre proprement dite (1804)
- Premier Supplément au Recueil d'antiquités romaines et gauloises, en réponse à l'ouvrage intitulé La Topographie de l'ancienne ville de Gand, par M. Charles-Louis Diericx (1809)
- Second Supplément au Recueil d'antiquités romaines et gauloises, contenant la description de l'ancienne ville de Bavai et de Famars (1813)
- Recherches historiques et littéraires sur la langue celtique, gauloise et tudesque (1815-1816)
- L'Institution des communes dans la Belgique pendant les douzième et treizième siècles, suivie d'un traité sur l'existence chimérique de nos forestiers de Flandre (1819)
- L'Ancienneté de la ville de Gand, établie par des chartes et par d'autres monumens authentiques (1821)